# Ellen Bontje
Petronella Theodora Maria Bontje –conocida como Ellen Bontje– (Hilversum, 11 de junio de 1958) es una jinete neerlandesa que compitió en la modalidad de doma.
Participó en tres Juegos Olímpicos de Verano, obteniendo dos medallas de plata en la prueba por equipos, en Barcelona 1992 (junto con Tineke Bartels, Anky van Grunsven y Annemarie Sanders) y en Sídney 2000 (con Anky van Grunsven, Arjen Teeuwissen y Coby van Baalen), y el quinto lugar en Seúl 1988, en la misma prueba.
Ganó dos medallas de plata en el Campeonato Mundial de Doma, en los años 1994 y 1998, y cinco medallas en el Campeonato Europeo de Doma entre los años 1991 y 2001.

## Palmarés internacional
| Juegos Olímpicos   | Juegos Olímpicos          | Juegos Olímpicos  | Juegos Olímpicos |
| Año                | Lugar                     | Medalla           | Categoría        |
| ------------------ | ------------------------- | ----------------- | ---------------- |
| 1992               | Barcelona (España)        | Medalla de plata  | Por equipos      |
| 2000               | Sídney (Australia)        | Medalla de plata  | Por equipos      |
| Campeonato Mundial |                           |                   |                  |
| Año                | Lugar                     | Medalla           | Categoría        |
| 1994               | La Haya (Países Bajos)    | Medalla de plata  | Por equipos      |
| 1998               | Roma (Italia)             | Medalla de plata  | Por equipos      |
| Campeonato Europeo |                           |                   |                  |
| Año                | Lugar                     | Medalla           | Categoría        |
| 1991               | Donaueschingen (Alemania) | Medalla de bronce | Por equipos      |
| 1995               | Mondorf (Luxemburgo)      | Medalla de plata  | Por equipos      |
| 1997               | Verden (Alemania)         | Medalla de plata  | Por equipos      |
| 1999               | Arnhem (Países Bajos)     | Medalla de plata  | Por equipos      |
| 2001               | Verden (Alemania)         | Medalla de plata  | Por equipos      |